# Albertus van Harinxma thoe Slooten (1836-1881)
Albertus baron van Harinxma thoe Slooten (Drachten, 5 oktober 1836 - Olterterp, 22 mei 1881) was een Nederlandse burgemeester.

## Leven en werk
Harinxma thoe Slooten was een zoon van de grietman van Smallingerland Maurits Pico Diderik van Harinxma thoe Slooten en Clara Feyona van Eysinga. Zijn ouders lieten in 1843 de Harinxmastate in Beetsterzwaag bouwen. Hier groeide hij op. Harinxma thoe Slooten huwde op 12 maart 1862 bij volmacht met de in het Duitse Mannheim wonende Carolina Amalia von Clermont, dochter van Frederic August von Clermont en Jenny von Gruner. Hij werd in januari 1873 benoemd tot burgemeester van Opsterland. In 1876 werd hij gekozen tot lid van Provinciale Staten van Friesland. Hij was voorzitter van de grote Veenpolder in Opsterland en Smallingerland. Zijn vrouw overleed op 40-jarige leeftijd in januari 1878. Hij overleefde haar ruim drie jaar en overleed in mei 1881 te Olterterp op 44-jarige leeftijd.